# Retrat d'Antonio Anselmi
Retrat d'Antonio Anselmi és un oli sobre tela de 75,5 × 64 cm realitzat per Ticià cap a l'any 1550, el qual es troba al Museu Nacional d'Art de Catalunya.

## Context històric i artístic
Una inscripció al dors de la tela identifica el retratat amb Antonio Anselmi a l'edat de 38 anys. Es tracta de l'intel·lectual i poeta bolonyès nascut el 1512 i mort cap al 1558, el qual va estar deu anys al servei del cardenal Pietro Bembo i després al de l'arquebisbe Ludovico Beccadelli (antic tutor del net de Pau III, Rannunzio Farnese, que Tiziano Vecellio va retratar quan era nen). Anselmi era un personatge molt ben relacionat amb figures literàries de la seua època, entre les quals es comptava Pietro Aretino (escriptor i amic íntim de Ticià) i amb qui va mantenir una extensa correspondència.
Aquesta pintura es va donar a conèixer el 1905 en un article signat per Friedrich Rintelen. En aquest text ja es va registrar el nom del personatge retratat, el qual es va poder identificar gràcies a una antiga inscripció (no original) al revers de la pintura. Aquesta inscripció, a més, va facilitar la data del llenç, els anys que Anselmi tenia en aquell moment (38) i el nom del pintor.
Retrat d'Antonio Anselmi va pertànyer a la col·lecció berlinesa de W. von Dirksen, on va estar entre 1906 i 1909, anys en què el seu propietari va prestar el quadre per a dues exposicions celebrades al Museu Bode de Berlín. Posteriorment, va passar per les galeries F. Steinmeyer de Lucerna, el 1924, i Haberstock de Berlín, el 1928. Fou en aquesta darrera galeria que va ésser adquirida per Heinrich Thyssen per a la seua col·lecció.
Forma part de la Col·lecció Thyssen-Bornemisza i es troba en dipòsit al Museu Nacional d'Art de Catalunya des del 2004.

## Descripció
L'obra, com va indicar Harold I. Wethey, correspon estilísticament a la dècada del 1550 en la trajectòria de l'artista. En aquesta època, Ticià emprava per als seus retrats un format de tres quarts, més que el de mig cos utilitzat ací. Segons Wethey, aquesta elecció, potser, està directament relacionada amb l'encàrrec fet al pintor. Tiziano Vecellio, a més d'aquesta particularitat, va deixar el quadre sense acabar (com s'aprecia a l'angle inferior dret, on es detecta una superfície sense determinar i en la qual el personatge retratat recolza el seu braç esquerre).
En aquest retrat, el pintor centra tota la seua atenció en el rostre (completament acabat), que emergeix d'un fons en el qual es fonen vestit, cabells i barba. De mirada directa, reservada i segur de si mateix, tot i que sense arrogància, el cavaller descansa el braç esquerre sobre una taula avui desapareguda a causa d'una retallada que va patir el quadre en el passat. Si bé la mutilació de la tela va afectar-ne els quatre costats, la part que avui es conserva està en bon estat, la qual cosa permet apreciar de manera digna el magnífic quefer retratístic del mestre de Cadore: vestit de negre, el blanc de la gorgera, el marró de la pell del rivet que l'envolta i les carnacions del rostre il·luminat són l'única nota de color que destaca de la gamma fosca que inunda la composició. El quadre, com la crítica ha subratllat, aconsegueix una superba caracterització amb una gran economia de mitjans.
Tintoretto, uns anys més tard, va retratar de nou Antonio Anselmi, però, en aquesta ocasió, en un format de més de tres quarts, amb un paisatge i vestit com a senador de la República. Aquest llenç es conserva al Museu d'Art del Comtat de Los Angeles.